# Bijelo Brdo

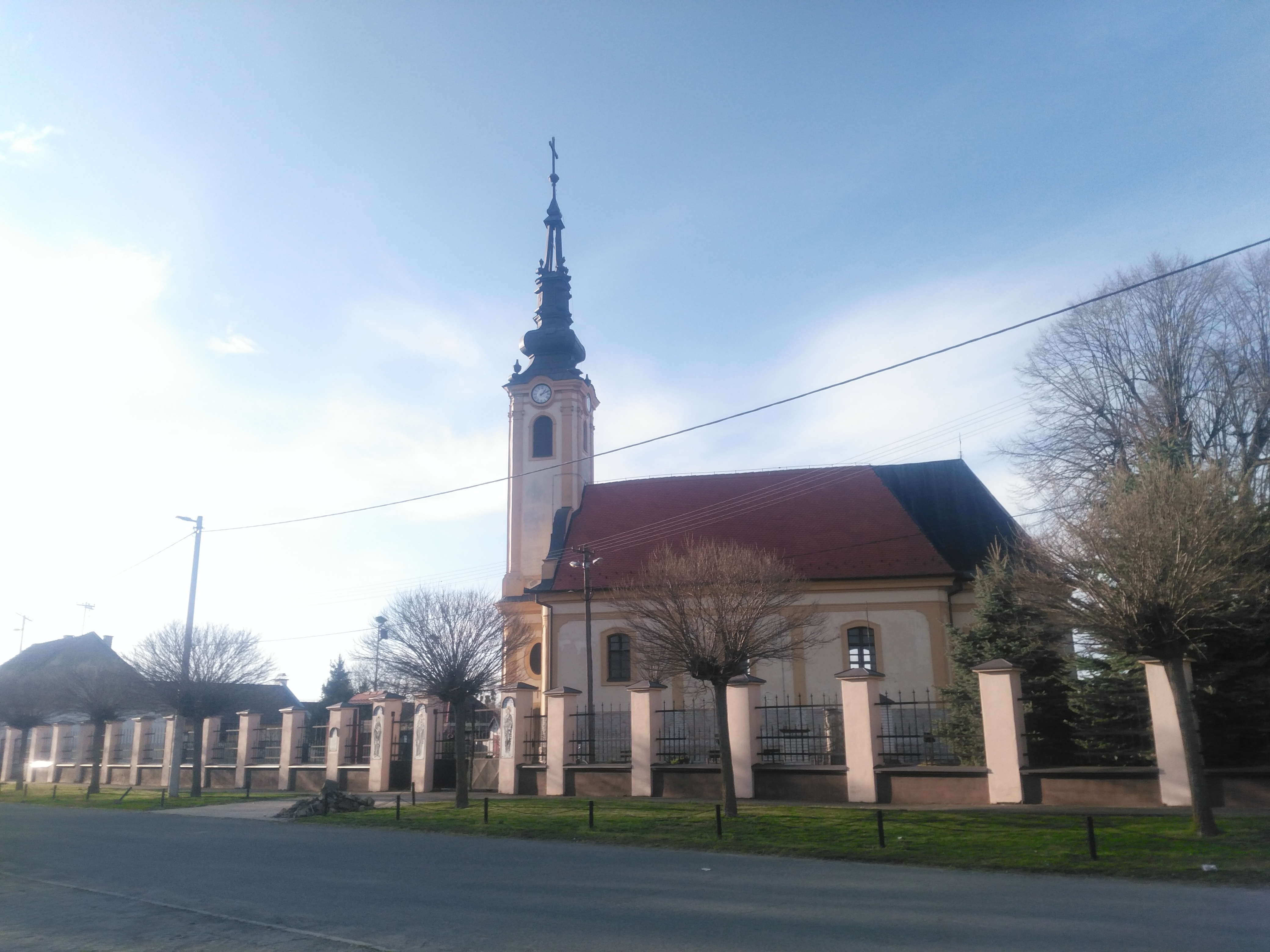
A szerb ortodox templom

Bijelo Brdo (magyarul, régiesen Bieloberdó, szerbül Бијело Брдо) falu Horvátország Eszék-Baranya megyéjében. Közigazgatásilag Erdőd község (járás) (horvátul općina) része.

## Fekvése
Bijelo Brdo Kelet-Szlavóniában, a Dráva folyó Stara Drava nevű holtágának partján fekszik, Eszéktől 15 kilométerre keletre, a 213-as főút mentén. Tengerszint feletti magassága 93 méter.
A faluhoz a következő lakott települések tartoznak:
- Mala Klisa
- Kestenjački rit
- Vrtlog
- Bijelo Brdo Planina

## Népesség
Bijelo Brdo mintegy 720 háztartásában 2 119 lakos él. A falu területe 36,64 km², a népsűrűség 58 fő/km².

## Története
Bijelo Brdo a történelem előtt is lakott hely volt. A Bijelo Brdo-kultúra a faluról, pontosabban a két közelben lévő, kora középkori nekropoliszról, és a feltárt szláv és magyar leletekről kapta elnevezését.
Bijelo Brdóba 1540-ben a Felső-Drina-vidékről és a Lim völgyéből való szerbek érkeztek. A török hódoltság idején a falu lakosai egy időben Boszniába menekültek, majd visszatérésük után mintegy tíz évig a Kopácsi-rét mocsaraiban rejtőztek, ahol fatemplomot is építettek. Az 1690-ben kezdődő szerb vándorlás idején a csaknem teljesen elhagyatott, akkor még Trnovac nevet viselő faluba szerbek költöztek. 1706-ban 63 háztartás volt a faluban, amely a dályai uradalom része lett.

## Gazdaság
A falu gazdaságában megtalálható ágak a földművelés, szőlőtermesztés, állattenyésztés, takarmány-előállítás, tésztagyártás, vendéglátóipar, kávépörkölés és a kisipar.

## Nevezetességei
- A Szent Miklós nevét viselő ortodox templomot[2] 1764 és 1809 között építették barokk stílusban. A horvátországi háború (1991–1995) alatt  megsérült, 1996-ban újították fel. Az egyhajós, félköríves apszissal és a főhomlokzat előtti karcsú harangtoronnyal rendelkező épület téglából épült, az oromzatos tetőt cserép, míg az apszist lemez borítja. A templom hajója csehsüvegboltozatos, a boltmezőket boltövekkel tagolták, amelyek gazdagon profilozott kettős konzolokon nyugszanak. A hajót félköríves diadalív választja el a szentélytől, amely félkupolával van borítva.

- A falu területén végzett régészeti feltárások során fedezték fel, hogy két őskori és kora középkori temető is található itt. Az egyik a „Bajer” lelőhelyen, míg egy másik az egykori Venecija utca területén. A Bajer lelőhely nekropoliszában 66 db soros sírt találtak az Avar Kaganátus I. és II. időszaka közötti átmenet idejéből a 7. század második feléből. Közülük csak két sírban találtak az I. kaganátusra jellemző leleteket, míg az összes többi a II. kaganátus időszakából származik. Egy második temetőt is felfedeztek az egykori Venecija utcában, amelynek sírjai délnyugat-északkeleti irányban voltak tájolva, két temetkezési szinttel. Az első, mélyebben fekvő szint az őskor során vagy a bronzkorban, a második pedig a középkorban keletkezett.[3]